# Adonisea olivacea
Adonisea olivacea là một loài bướm đêm trong họ Noctuidae.